# 유산 시리즈

유산 시리즈는 미국의 소설가 크리스토퍼 파올리니가 발표한 일련의 소설 시리즈이다. 세계적인 베스트셀러가 되면서 2006년 20세기 폭스의 첫 번째 작품의 영화 버전이 공개됐다.

## 시리즈
- 《에라곤》
- 《엘디스트》
- 《브리싱거》
- 《인헤리턴스》